# ليليان بلاند

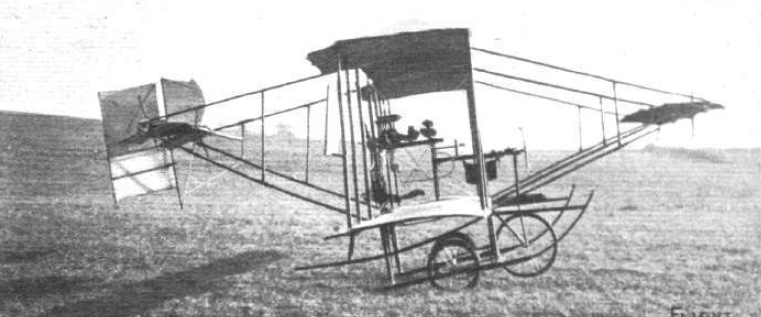
The Mayfly

ليليان بلاند (بالإنجليزية: Lilian Bland) (22 سبتمبر 1878 - 11 مايو 1971)، صحفية وطيّارة أنغلو-أيرلندية، أصبحت في 1910-1911 أول امرأة في العالم تصمم وتبني طائرة وتطير بها.

## نشأتها
ولدت بلاند في ميدستون (كينت) في 22 سبتمبر 1878، لعائلة من النبلاء الأنغلو-أيرلنديين، وهي الابنة الثالثة لجون همفري بلاند وزوجته إيميلي شارلوت، عاشت في منزل ويلنغتون الكائن في شارع ويلنغتون. في مطلع القرن الماضي، بدأت العمل كصحفية ومصورة صحفية في صحف لندن المختلفة؛ عاشت حياة غير تقليدية قياساً بتقاليد تلك الفترة، إذ كانت تدخن وترتدي السراويل وتمارس فنون الدفاع عن النفس.
بين عامي 1900 و1906، وبعد وفاة والدتها، انتقلت ليليان ووالدها إلى منزل توبيركوران في كارنموني شمالي بلفاست لتعيش مع عمتها سارة. تزوجت سارة بلاند من الجنرال ويليام جيمس سميث الذي توفي عام 1887 ولم تنجب منه أطفالاً، فقرر الأخوان الإقامة معاً. من هنا بدأت ليليان عملها في التصوير الفوتوغرافي وقضاء أيام على الجزء الاسكتلندية النائية لتصوير الطيور البحرية.

## مهنة الطيران
أرسل عم ليليان «روبرت» لها بطاقة بريدية لطائرة بليريوت XI من باريس، ما ألهمها التفكير بالطيران. هنا، لم يكن ثمة أحد في أيرلندا قد قام بطيران بعد - كان الأول في ذلك هاري فيرغوسون في ديسمبر - وقد كان يتعيّن عليها إن أرادت الطيران أن تبني الطائرة. وفّر لها عمّها الجنرال وليام جيمس سميث، وكان فلكياً وعضواً في الجمعية الملكي، منزلاً ملحق به مشغل بكافة المعدات، وبعد قراءتها موسعاً عن الأخوين رايت، نجحت ببناء أول نموذج طائرة ذات سطحين قابلة للطيران.
thumb|piloting

## مطالعة إضافية
- Bland، Lilian (17 ديسمبر 1910). "The Mayfly: the first Irish biplane and how she was built". Flight: 1025–1029. مؤرشف من الأصل في 2016-03-03. اطلع عليه بتاريخ 2013-12-09.
- Lebow، Eileen (2002)، Before Amelia: Women Pilots in the Early Days of Aviation، Potomac Books، ISBN:9781574884821
- McIlwaine، Eddie (12 أغسطس 2010). "Journalist, photographer, crackshot and the first woman to fly an aeroplane... the amazing Lilian Bland". Belfast Telegraph. مؤرشف من الأصل في 2010-08-16. اطلع عليه بتاريخ 2012-10-05.
- Newmann، Kate. "Lilian Bland (1878–1971)". Dictionary of Ulster Biography. Ulster History Circle. مؤرشف من الأصل في 2019-05-31. اطلع عليه بتاريخ 2012-10-05.
- Russell، Mary (2012)، The Blessings of a Good Thick Skirt، HarperCollins، ISBN:9780007464142
- Warner، Guy (2010)، Lilian Bland، Nicholson and Bass، ISBN:9781905989515
- "Lilian Bland remembered". BBC Cornwall. 31 أغسطس 2010. مؤرشف من الأصل في 2019-05-14.